# 大、小城遗址
大、小城遗址，是位于中国安徽省合肥市肥东县撮镇镇长乐社区的一个商周时期古遗址，2008年入选第四批肥东县文物保护单位。
大城遗址面积约3000平方米，采集到文物有饰以绳纹的夹砂红陶片，以鬲足、罐底和罐口沿为主要器形；小城遗址在大城遗址东侧200米，遗物有饰以绳纹的夹砂红陶片，以鬲足、器底和罐口沿为主要器形。